# Herbert Haresnape
Herbert Nickal Haresnape, né le 2 juillet 1880 à Liverpool et mort le 17 décembre 1962 à Birkenhead, est un nageur britannique.

## Carrière
Aux Jeux olympiques de 1908 à Londres, Herbert Haresnape est médaillé de bronze de la finale du 100 mètres dos.
Il échoue en demi-finale du 100 mètres dos aux Jeux olympiques de 1912 à Stockholm.